# Instax
Instax （标准写法为全小写的instax）是富士胶片公司旗下的即时成像相纸、相机与打印机的商标。
该系列于1998年发布了第一台相机Instax Mini 10和配套相纸Instax Mini 而被称作"Wide"的相纸与兼容机型在稍后一年诞生。最新的 Instax Square 规格则于2017年发布。
Instax相关的底片格式对应的成像大小：
- mini - 46 mm × 62 mm（1.8英寸 × 2.4英寸）
- wide - 99 mm × 62 mm（3.9英寸 × 2.4英寸）
- square - 62 mm × 62 mm（2.4英寸 × 2.4英寸）

目前Mini与Wide提供有黑白产品，而所有的产品都具有彩色规格，其他的生产商也为Instax生产兼容的相机产品。

## 历史

### Instax之前
柯达在1986年被宝丽来起诉专利侵权成功后，停止生产即时成像相机产品。富士胶片则通过与宝丽来达成协议，规定他们不能在某些地区（如美国）正式发行，直到90年代中期原始专利到期，才可以继续制造和推销他们自己的相纸。就这样，富士从1980年代初开始生产的几种即时成像相纸。

### Instax发布
Instax于1998年正式发布基于早期的即时成像系统，具有相同的胶片速度和染料顺序。
Fujifilm最初希望，同步在全球发布Instax，但最终选择与宝丽来合作，在北美发布基于Instax mini 10/20的贴牌款mio相机。mio的相关产品在几年后停产。

### Polaroid消逝
曾经，宝丽来公司是即时成像领域的霸主。之后富士杀入了这块市场，除了竞争，也与宝丽来公司有合作，例如早期的Mio产品，以及21世纪第一个十年的Polaroid 300和Polaroid 300 底片（实际上为Instax Mini 7S和Instax Mini的不同厂牌版本）在一些市场销售。
随着宝丽来在2008年停止生产即时成像胶片，Instax系统是市面上唯一的民用一体化即时成像系统，直到Impossible Project（现在的Polaroid Originals）在2010年初推出他们的解决方案。

### 后Pola时代的竞争
随着世代更替，新一批的消费者产生，开始接触摄影，而即时成像区块的选择，当仁不让为富士的Instax产品。在2014年，Instax Mini 8 的畅销甚至堪比同期的数码无反 Fujifilm X-T1 与 Sony α7R。
2005年诞生的zink技术提供了一种无墨打印方案，这种相纸适合便携式打印用途，也因此而诞生了许多授权产品，例如戴尔的Wasabi，宝丽来厂牌的PoGo以及稍后出现的LG Pocket Photo。
传统的打印机制造企业也在入侵这块市场，例如佳能公司的CP系列便携打印机，在爱好者社区也是经常作为对比的产品。
instax兼容相机的授权开放，使得市面上出现了许多厂牌的即时成像相机产品，例如Lomo'Instant、Belair X 6-12以及MiNT Instantflex TL70；这些相机都需要使用富士instax相纸。
据报道，2016年Instax相机的销售量在上一财年增至500万台，高于2004年的10万台，同年富士还推出了适用于Instax相机的黑白相纸。

### 名称
在两岸三地为主体的汉字文化圈，由于习惯与非官方翻译等原因，Instax产品可能被称作拍立得、立可拍，而这些名称有时候又混淆于宝丽来的产品。 在台湾官网，Instax具有一个副标题为『馬上看』。
Instax Mini的相纸，在日本本土被称作Cheki，这很可能是一个颜文字游戏，其假名写作“チェキ”。
Checky或checkyciao是用于Instax照片打印机的，在中国大陆译作『趣奇俏』。

## 机型型号
使用Instax的机型包括照相机与便携打印机，这些机型都使用Instax相纸。
Instax相机主要来自富士胶片公司，而其他一些生产商也有进行授权生产其自己的产品；Instax打印机则由曾经的使用 Pivi 相纸的机型与现在的 Instax Share 构成。

## 相纸型号
富士的即时胶片产品可以追溯到，柯达公司在20世纪70年代和80年代出售的Polaroid SX-70即时成像系统的改进产品 —— 即通过照片后部曝光胶片的能力以及染料层顺序的逆转，从而首先可以看到蓝色层中的显影。该技术进步的结果，图像不需要通过装置额外的反射镜来得到正片（如所有Polaroid胶片相机）。色彩平衡和色调表现上，甚至超过宝丽来即时成像底片的水平。富士决定将压板弹簧和电池转移集成到相机机身中，而不是相纸包里本身，这有助于使改善单张经济性。

### Instax Mini

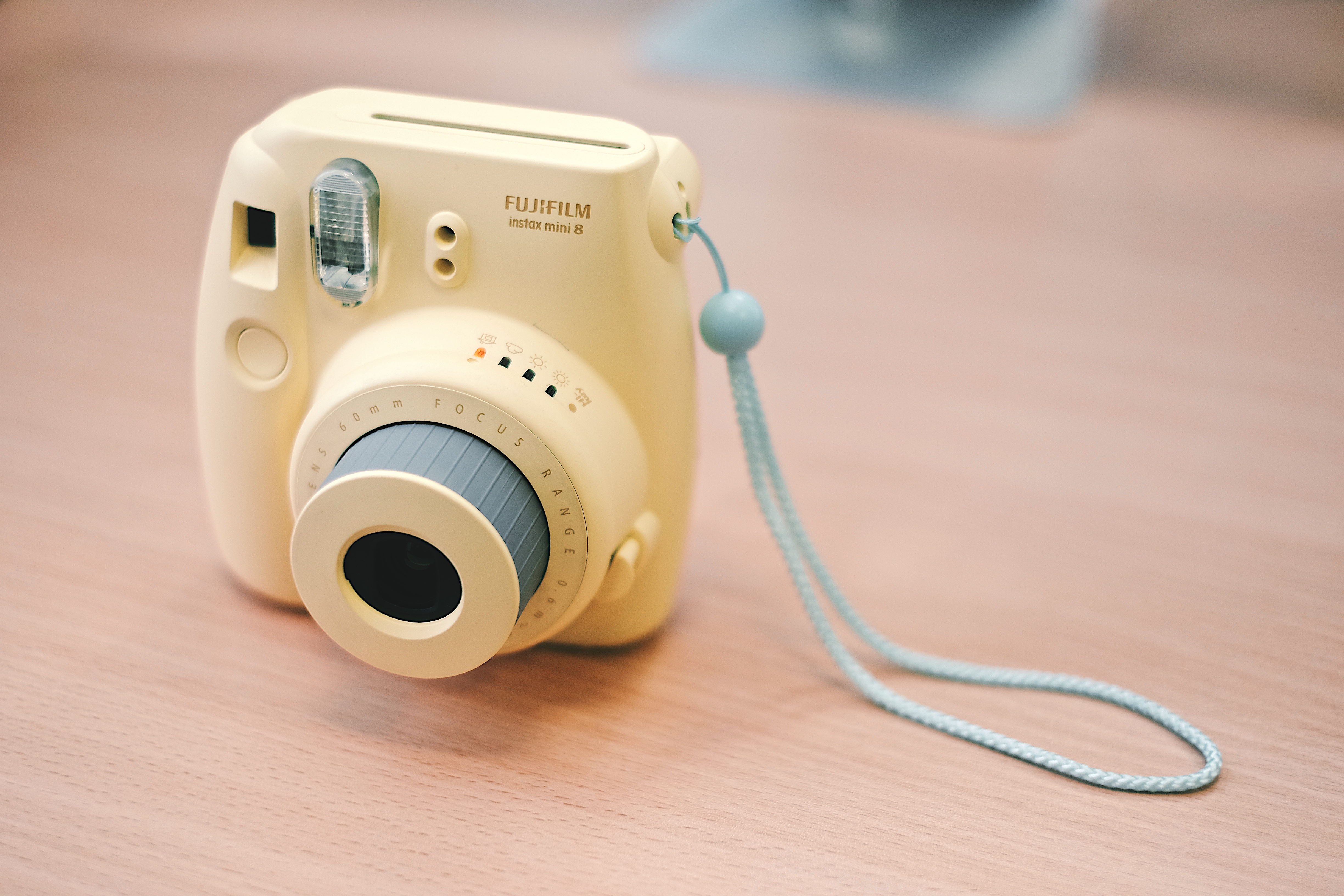
富士 Instax Mini 8 相机

Instax Mini是一款尺寸为54mm x 86mm（2.1英寸 x 3.4英寸）（大约ISO 7810#ID-1信用卡尺寸）的日光ISO 800彩色胶片，设计用于Fujifilm instax迷你兼容相机。在日本本土，Instax Mini底片 和 Instax Mini 相机系统被称为Instax Cheki（チェキ）
。Instax Mini提供彩色和黑白共两种类型。
| 胶片规格           | 胶片规格                                          |
| ------------------ | ------------------------------------------------- |
| 底片速度           | ISO 800/30°                                       |
| 色温               | 日光型 (5500K)                                    |
| 解析力             | 12 线/mm                                          |
| 每包照片张数       | 10                                                |
| 照片尺寸 (W×H)     | 54 mm × 86 mm 2.1英寸 × 3.4英寸                   |
| 图像尺寸 (W×H)     | 46 mm × 62 mm 1.8英寸 × 2.4英寸                   |
| 长宽比             | 1:1.348                                           |
| 底片包尺寸 (W×H×D) | 61 mm × 92 mm × 20 mm 2.4英寸 × 3.6英寸 × 0.8英寸 |

### Digital Instax Pivi
Digital Instax Pivi 产品线，推测本意是混合数码与模拟方式的尝试。最初的目的是为了生产一种新的格式，以供应一系列类似奥林巴斯C-211数码相机，该数码相机内置Polaroid 500胶片打印机，可以将拍摄到的照片以数码格式存储，也可以打印出来。1999年，富士胶片发布了FinePix PR21，一款内置Instax微型打印机的数码相机。一开始计划有独立打印机，但不是主要产品，而随着移动设备的出现与发展（如拍照手机），形势也在发生变化。
在经过了约5年的开发后，这台设备，Instax Pivi 于2004年发售。
Instax Pivi的底片规格，十分类似 Instax mini，但是若强行用于mini规格的相机，会产生颜色相反的像，推测可能是市场需求而导致的不兼容停產。
| 胶片规格       | 胶片规格                        |
| -------------- | ------------------------------- |
| 底片速度       | 800 感光度                      |
| 照片尺寸 (W×H) | 54 mm × 86 mm 2.1英寸 × 3.4英寸 |
| 图像尺寸 (W×H) | 46 mm × 61 mm 1.8英寸 × 2.4英寸 |

### Instax Wide

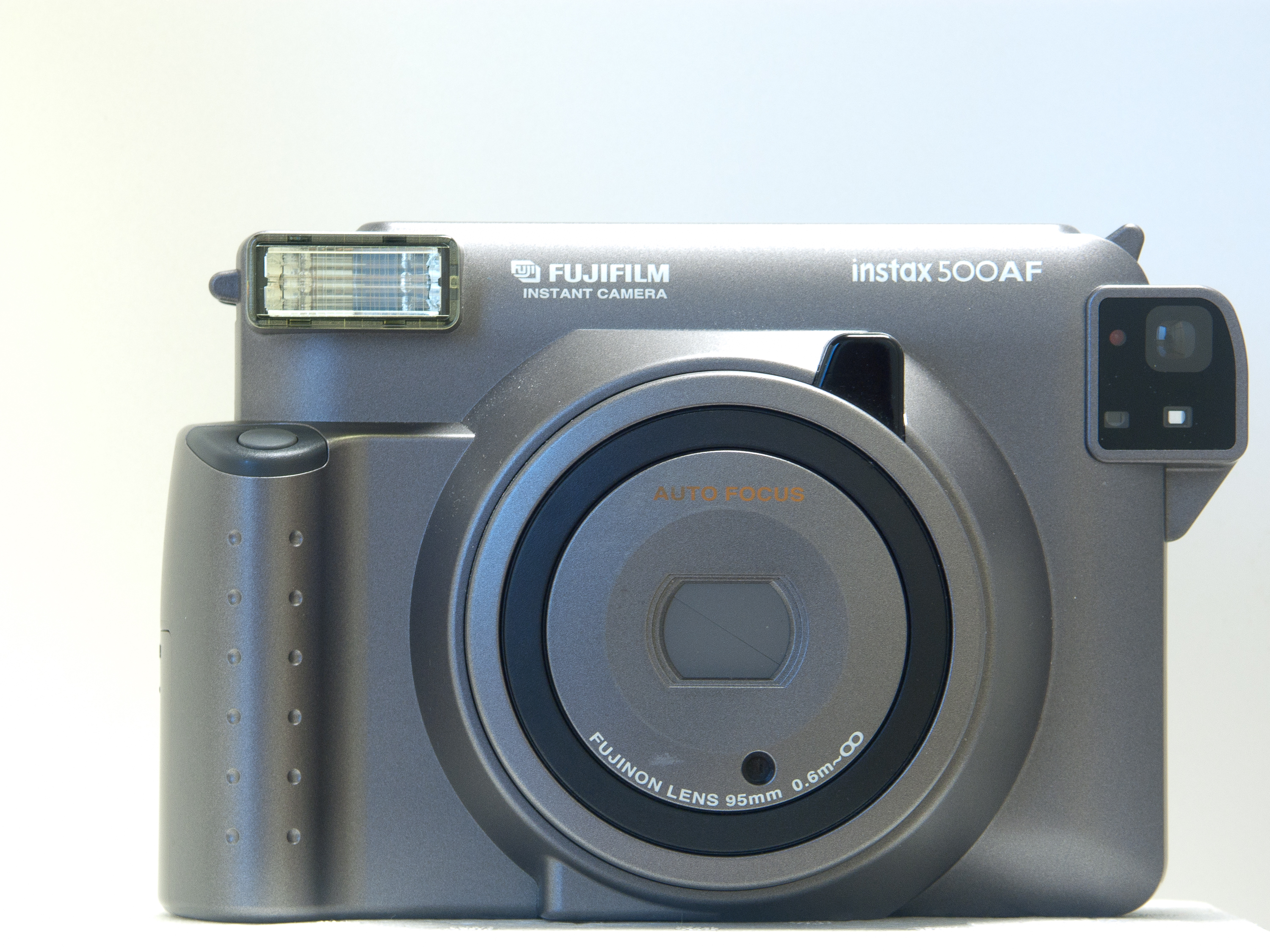
Fujifilm Instax 500AF camera

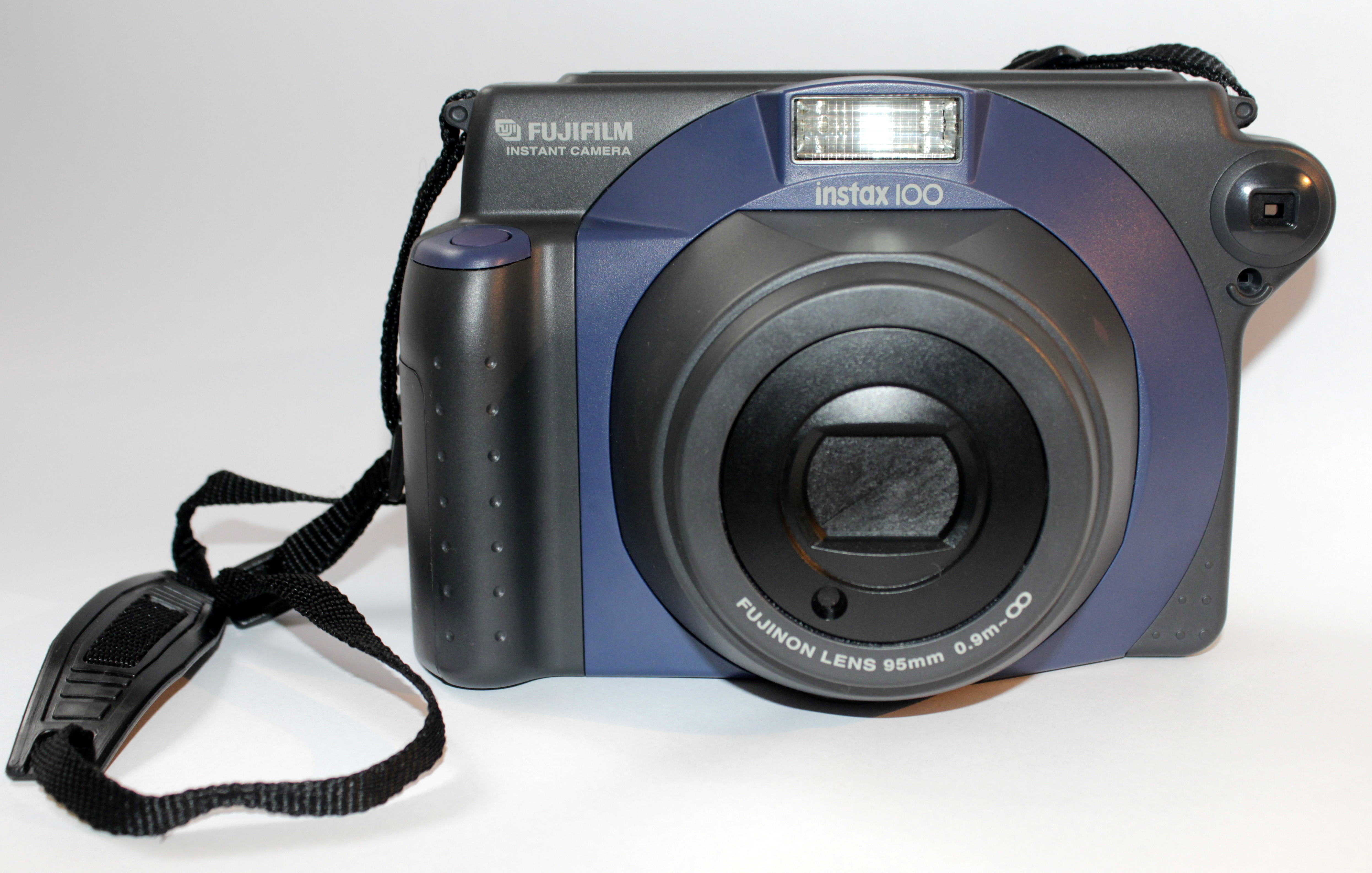
Instax 100 camera

在mini规格的相纸与相机诞生一年后，Instax Wide规格紧接着发布。Wide规格提供了增大的底片面积，以及一个黄金分割比的长宽比例。
刚推出时，这种格式被简单地称为Instax而没有任何后缀（含义为对比mini，其为正常规格），富士胶片逐渐将“宽”名称嵌入产品名称中。在Fujifilm网站上，现在描述为Instax Wide 210的初代产品，其实机身原来标识为 Instax 210。Instax Wide提供彩色和黑白共两种类型。
| 胶片规格           | 胶片规格                                           |
| ------------------ | -------------------------------------------------- |
| 底片速度           | ISO 800/30°                                        |
| 色温               | 日光型 (5500K)                                     |
| 解析力             | 10 线/mm                                           |
| 每包照片张数       | 10                                                 |
| 照片尺寸 (W×H)     | 108 mm × 86 mm 4.3英寸 × 3.4英寸                   |
| 图像尺寸 (W×H)     | 99 mm × 62 mm 3.9英寸 × 2.4英寸                    |
| 长宽比例           | 1.618:1                                            |
| 底片包尺寸 (W×H×D) | 115 mm × 92 mm × 20 mm 4.5英寸 × 3.6英寸 × 0.8英寸 |

### Instax Square
Instax Square是2017年发布的规格，具有1:1的方形尺寸。
| 胶片规格         | 胶片规格                            |
| ---------------- | ----------------------------------- |
| 底片速度         | ISO 800                             |
| 色温             | 日光型 (5500K)                      |
| 解析力           | 10 线/mm                            |
| 每包照片张数     | 10                                  |
| 照片尺寸 (W×H)   | 72 mm × 85.6 mm 2.83英寸 × 3.37英寸 |
| 图像尺寸 (W×H×D) | 62 mm × 62 mm 2.4英寸 × 2.4英寸     |
| 长宽比例         | 1:1，方形                           |
| 底片包尺寸       | 暂时不明                            |

## 关于Instax的改造
从本质上来说，Instax是一种可感光成像的相纸，这决定了其具有接入已有光学系统的可能——大量的120中画幅相机，特别是原先兼容宝丽来即时成像产品的，具有改造潜力。这类改造的玩法，在胶片日益难求的时代，使得在数码后背以外，120相机有了新的拍摄可能。
中国大陆也有诞生诸如RebornCam计划，将Instax改造到120相机的计划，在约2015年无疾而终。